# Stuart Whitman
Stuart Maxwell Whitman, född 1 februari 1928 i San Francisco, Kalifornien, död 16 mars 2020 i Montecito, Kalifornien, var en amerikansk skådespelare.

## Filmografi (i urval)
- 1954 – Stad i panik
- 1961 – The Mark
- 1961 – Francis of Assisi
- 1961 – The Comancheros
- 1962 – Den längsta dagen
- 1965 – Dessa fantastiska män i sina flygande maskiner
- 1967–1968 – Cimarron Strip (TV-serie)
- 1984–1986 – Mord och inga visor (TV-serie)